# Parte de Usuario de Telefonía
El TUP: Telephone User Part (Parte de Usuario de Telefonía) es una versión internacional de ISUP, pero menos robusta.
Protocolo SS7 utilizado por muchas administraciones europeas para el control básico de conexión. No está soportado en las redes norteamericanas, que utilizan el más recientemente definido ISUP. Fue diseñado principalmente para controlar el establecimiento y liberación de llamadas. Además, define los procedimientos y formatos para características extras (servicios suplementarios), como: 
- Desviación de llamadas	
- Identificación de llamadas
- Grupo Cerrado de Usuarios	
- Conectividad Digital
Estructura del protocolo: SS7 TUP: la estructura de la cabecera es como sigue:
```
   8 - 7 - 6 - 5 - 4 - 3 - 2 - 1   Octetos
   Message Type code                 1
```

Formato del Signalling Information Field ( SIF)
Routing Label
Está integrada por el Origination Point Code (OPC), con el cual se identifica al punto de señalización origen; por el Destination Point Code (DPC), el punto hacia a donde se dirige el mensaje y el Circuit Identification Code (CIC), el cual identifica al circuito de voz al cual hace referencia el mensaje.
Heading code E1
53 tipos de mensajes dentro de las categorías
 Heading code E0
9 categorías de mensajes 

Fixed length Mandatory
Parámetros obligatorios en los cuales se puede identificar su formato dependiendo su código de mensaje.
Identificación del tipo de mensaje en TUP:
Después de la etiqueta de ruteo y el CIC se encuentra los códigos de encabezamiento del mensaje E0 y E1, con este podemos identificarlo para poder hacer su conversión. En este caso el mensaje TUP es un IAM (00010001)AM (00010001).
- Datos: Q2617573